# Grupo Independiente de Benalmádena
Grupo Independiente de Benalmádena (GIB) es un partido político español de ámbito local creado en Benalmádena (provincia de Málaga) por el exalcalde de Benalmádena, Enrique Bolín Pérez-Argemí. Dirigió el ayuntamiento de la ciudad desde 1995 hasta 2007 de forma ininterrumpida, llegando a conseguir mayorías absolutas. 
En las elecciones para el mandato 2007-2011 obtuvo cinco concejales en el Ayuntamiento de Benalmádena. Con la coalición del Partido Socialista, Izquierda unida Iniciativa Democrática por Benalmádena y Movimiento por Benalmáde le arrebataron la alcaldía a Enrique Bolin.